# Hidrotalcita
Hidrotalcita é um fármaco utilizado como antiácido.